# Verein Deutsche Sprache

Verein Deutsche Sprache (« Association langue allemande ») est une association allemande destinée à la défense et la promotion de la langue allemande. Elle a son siège à Dortmund. Fondée en 1997 par Walter Krämer qui en est le président, l'association revendique 36 000 sociétaires dans le monde.

## Histoire et objectifs de l'association
L'association a été fondée en 1997 sous le nom de Verein zur Wahrung der deutschen Sprache (« Association de défense de la langue allemande ») (VWDS) et en avril 2000 a été rebaptisée Verein Deutsche Sprache (Association Langue allemande). Elle porte comme deuxième nom Bürger für die Erhaltung der sprachlichen und kulturellen Vielfalt Europas, (« Association citoyenne pour le maintien de la diversité linguistique et culturelle de l'Europe »).
L'association se bat d'abord contre le « Denglisch », qui correspond au franglais en Allemagne, sans rejeter complètement toutefois l'adoption des mots anglais, dans la mesure où ils comblent une lacune. C'est ainsi que Walter Krämer, le président, reconnaît : « Moi-même j'utilise des mots anglais dans mes conférences devant des Allemands, mais seulement si ces mots anglais sont plus courts. [...] Si un terme est plus expressif et comble un vide, je le fais sans crainte. »
Dans la polémique née de la réforme de l'orthographe allemande, le VDS prend une position neutre, malgré tout le journal de l'association Sprachnachrichten paraît dans la vieille orthographe. Sur Internet on utilise en fait un panachage.

## Critiques
Des critiques continuelles et vives visent le style de conduite de Walter Krämer, aussi à la fin de 2005 le groupe régional de Bautzen, et au début de 2006 celui de Hanovre, ont-ils quitté le VDS pour devenir l'un Sprachrettungsklub Bautzen/Oberlausitz e. V (« Association de sauvetage linguistique de Bautzen / Haute-Lusace ») et l'autre Aktion Deutsche Sprache e. V. (« Action langue allemande »).
Les positions du Verein Deutsche Sprache sont également critiquées dans le monde des sciences du langage. Ainsi, Henning Lobin, directeur du Leibniz Institut pour la langue allemande, reproche au VDS et à son directeur de propager une idéologie linguistique d'inspiration nationaliste, qui méconnaîtrait les dynamiques réelles du langage.
La proximité de Walter Krämer avec des médias et associations conservatrices ou proches de l'Alternative pour l'Allemagne occasionne régulièrement des critiques contre le VDS, accusé de promouvoir un agenda de droite radicale sous couvert de défense de la langue. En 2020, l'écrivaine Kirsten Boie a ainsi refusé un prix du VDS pour ne pas sembler cautionner ce qu'elle perçoit comme une conception bornée de la langue contribuant à une évolution politique de la société qu'elle juge préjudiciable. En janvier 2024, la participation d'une dirigeante du VDS à un meeting organisé par des membres de l'AfD provoque des tensions importantes dans l'organisation, et la démission de plusieurs membres, dont le philosophe Peter Sloterdijk. Walter Krämer annonce dans les jours suivants l'exclusion de la dirigeante concernée.

## Missions
La Verein Deutsche Sprache a pour but de protéger la langue allemande contre :
- l'usage inapproprié d'anglicismes ;
- le recul de l'allemand dans les institutions internationales.

Elle veille à organiser : 
- le jour de la fête nationale de la langue allemande (Tag der deutschen Sprache) qui a lieu le 2e samedi du mois de septembre ;
- la remise d'un prix d'indignité (Sprachpanscher des Jahres) sur le modèle français du Prix de la carpette anglaise ;
- la remise du « Prix de la langue allemande » (Kulturpreis Deutsche Sprache).

## Partenariat
Elle est jumelée à l'association parisienne Défense de la langue française.